# Ogorzałka nowozelandzka
Ogorzałka nowozelandzka (Aythya novaeseelandiae) – endemiczny gatunek ptaka z rodziny kaczkowatych (Anatidae), zamieszkujący Wyspę Północną i Wyspę Południową (Nowa Zelandia). W języku maoryskim nazywana matapouri, papango, raipo i titiporangi. Nie wyróżnia się podgatunków.

## Opis
Pióra ogorzałki nowozelandzkiej są umaszczenia brązowego lub czarnego. Głowa samca jest ubarwienia ciemnozielonego, a oczy koloru żółtego, dziób o odcieniu szarobiałym. Samica jest trochę podobna do samca, lecz jej głowa i oczy są brązowe, dziób szary, często z pierścieniem białych piór u jego nasady. U obu płci w trakcie lotu widoczny jest biały pasek.

## Występowanie
Zamieszkuje głębokie, słodkie, śródlądowe akweny na Wyspie Północnej i Wyspie Południowej. Ogorzałka nowozelandzka jest gatunkiem osiadłym i nie podejmuje regularnych migracji, jedynie w trakcie zimy zmienia akweny, jeżeli zamarzły.

## Cykl życiowy
Gatunek gniazduje od października do marca. Samica składa od pięciu do ośmiu kremowych lub białych jaj. Gniazda zakłada w pobliżu wody, często na zboczach brzegów. Gniazdo zazwyczaj pokryte jest trawą. Pisklęta wykluwają się po czterech tygodniach od czasu złożenia jaj i od razu potrafią nurkować w celu poszukiwania pożywienia.
Ogorzałka nowozelandzka pożywienia poszukuje głównie pod powierzchnią lustra wody. Pod wodą może przebywać od 20 do 30 sekund, schodząc na głębokość do 3 metrów. Odżywia się roślinnością wodną, małymi rybami, wodnymi ślimakami, małżami i owadami. Ogorzałka nowozelandzka często podczas żerowania spotykana jest razem z łyską australijską, która przepędza w wyższe warstwy wody drobne organizmy wodne (m.in. krewetki), którymi żywi się również ogorzałka.